# Dejiang
Dejiang (德江县 Déjiāng Xiàn) ist ein chinesischer Kreis der Stadt Tongren in der Provinz Guizhou. Die Fläche beträgt 2.072 Quadratkilometer und die Einwohnerzahl 367.400 (Stand: Ende 2018).